# 푸른샘초등학교
푸른샘초등학교는 경기도 양주시에 있는 공립 초등학교이다.

## 학교 연혁
- 2025년 3월 1일 : 개교